# Trinity Peninsula

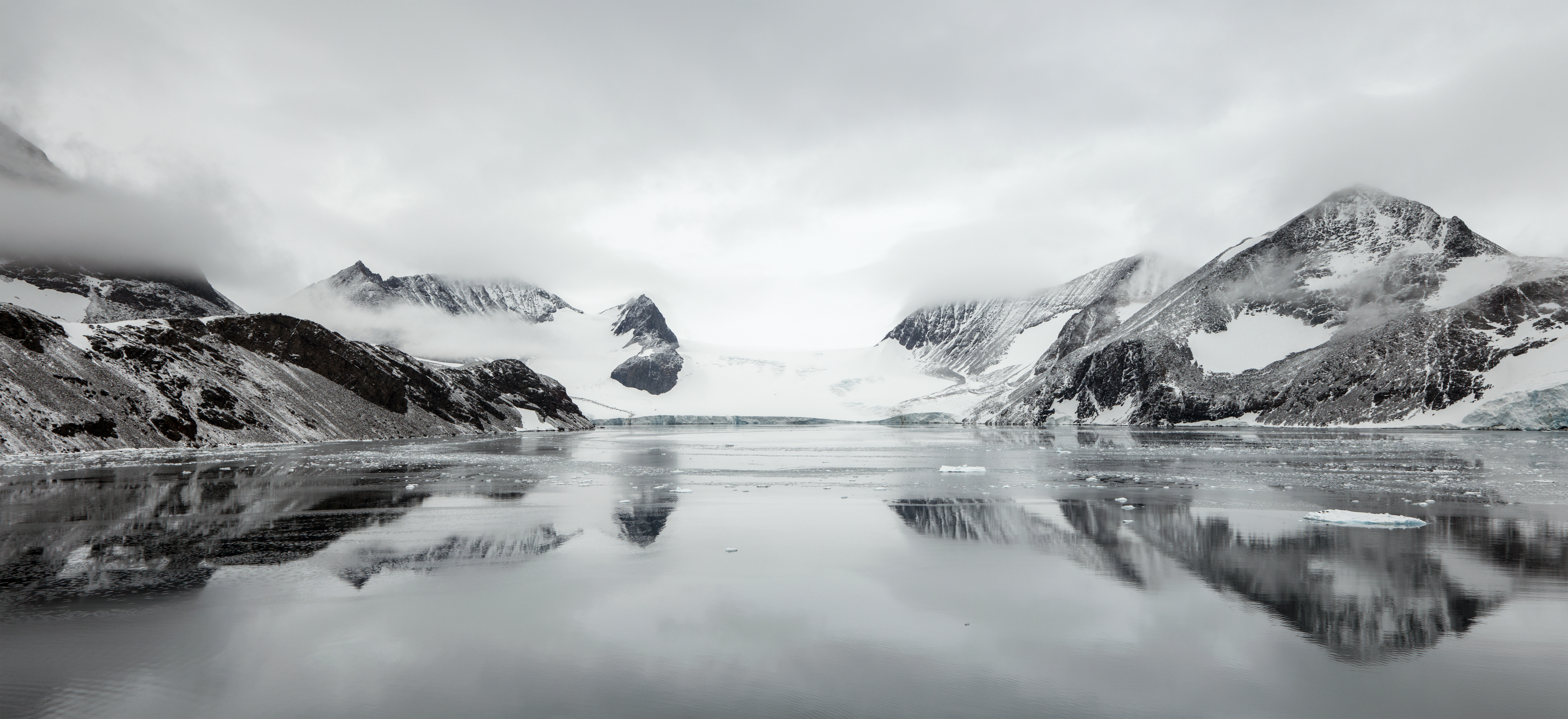
Zatoka Nadziei

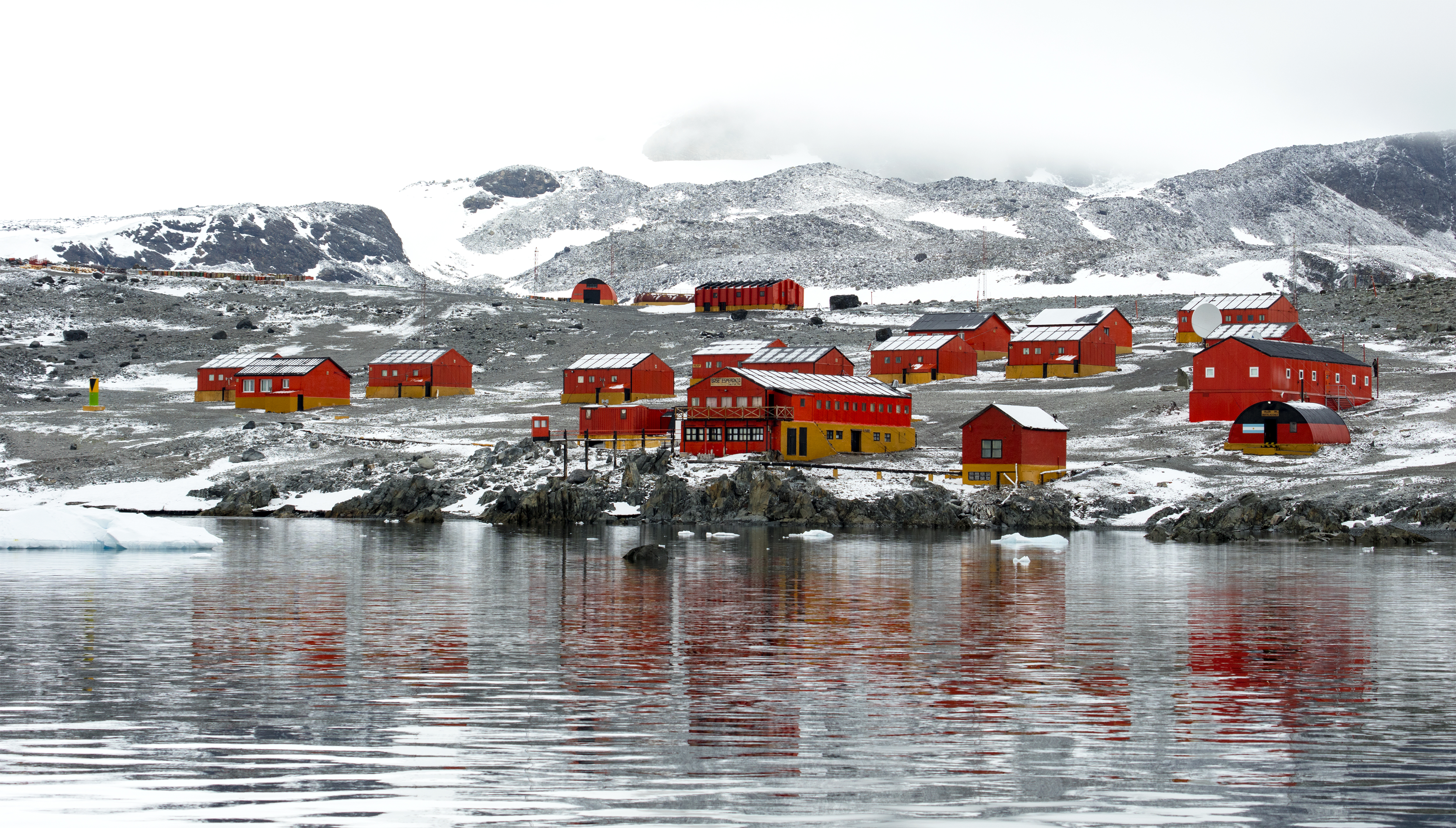
Base Esperanza (2016)

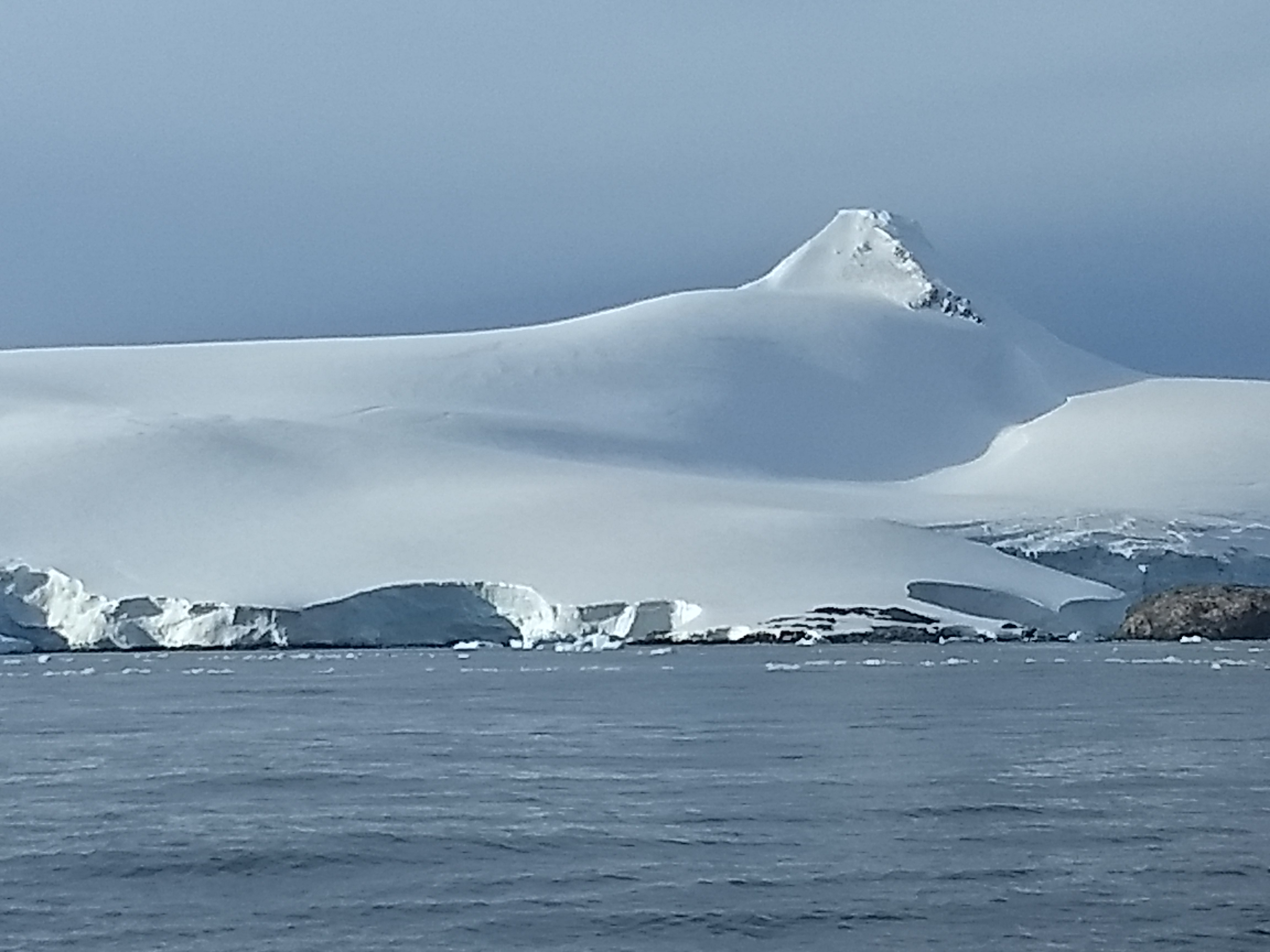
Mount Jacquinot (475 m n.p.m.) na północy półwyspu

Trinity Peninsula (hiszp. Península Trinidad; Península Luis Felipe) – półwysep na Ziemi Grahama, stanowiący najdalej na północ wysunięty fragment Półwyspu Antarktycznego i całej Antarktydy. Na półwyspie znajdują się stacje polarne Esperanza i O’Higgins.

## Nazwa
Kartografowie używali wielu nazw na określenie tego półwyspu: Trinity Peninsula, Palmer Peninsula czy Louis Philippe Peninsula . Zalecana obecnie nazwa przez United States Gazetteer, Trinity Peninsula, wywodzi się od Trinity Land (tłum. „Ziemia Trójcy”), nazwy nadanej przez odkrywcę półwyspu Edwarda Bransfielda (1785–1852) w styczniu 1820 roku, chociaż nie ma pewności, czy rzeczywiście odnosiła się do tego obszaru . Nazwa nadana przez Bransfielda była stosowana wobec części północnego wybrzeża Półwyspu Antarktycznego i Davis Coast .
W Chile używana jest nazwa Península Luis Felipe , a w Argentynie – Península Trinidad .

## Geografia

### Położenie
Trinity Peninsula leży na Ziemi Grahama, w północnej części Półwyspu Antarktycznego między Morzem Bellingshausena na zachodzie a Morzem Weddella na wschodzie, na północ od linii biegnącej od przylądka Cape Longing (64°33′S 55°50′W/-64,550000 -55,833333) do przylądka Cape Kater (63°46′S 59°54′W/-63,766667 -59,900000). Przy tak określonych granicach, długość półwyspu wynosi ok. 129 km . Jego punktem wysuniętym najdalej na północ jest przylądek Prime Head (63°13′S 57°17′W/-63,216667 -57,283333), a na północny wschód – Cape Dubouzet (63°16′S 57°03′W/-63,266667 -57,050000)
Na jego przedłużeniu, za cieśniną Antarctic Sound leży wyspa Joinville Island. Po wschodniej stronie Prince Gustav Channel oddziela półwysep od dużej wulkanicznej Wyspy Jamesa Rossa. Na północy Cieśnina Bransfielda oddziela od tego półwyspu Szetlandy Południowe.

### Geologia
Na półwyspie tym odsłania się grupa skał osadowych o dużej miąższości (ang. Trinity Peninsula Group). Tworzą ją silikoklastyczne mułowce, piaskowce i rzadziej skały o grubszym ziarnie, wykazującym niski stopień metamorfizmu. Jest ona uboga w skamieniałości, co utrudnia jej datowanie. Ocenia się, że została zdeponowana pomiędzy karbonem a triasem, prawdopodobnie w przedłukowej pryzmie akrecyjnej.

### Ukształtowanie terenu
Pomiędzy Cape Dubouzet (63°16′S 57°03′W/-63,266667 -57,050000) a Cape Roquemaurel (63°33′S 58°56′W/-63,550000 -58,933333) teren jest stosunkowo nizinny, pokryty lodem z nielicznymi odsłoniętymi skałami. Wzdłuż wybrzeża, na przestrzeni ok. 10 km, rozsiane są liczne wysepki. Środkową część półwyspu, pomiędzy Russell West Glacier a Windy Gap, zajmuje płaskowyż Louis Philippe Plateau. Trinity Peninsula jest tym obszarem Półwyspu Antarktycznego, na którym znajdują się nieliczne, niewielkie rzeki i jeziora .

### Klimat
Ze względu na położenie na Półwyspie Antarktycznym panuje łagodniejszy klimat niż w pozostałych częściach kontynentu. Latem, na północnym zachodzie występują dodatnie temperatury, które utrzymują się przez 3-4 miesiące. W styczniu (latem) średnia temperatura powietrza wynosi 1–2 °C, a w lipcu (zimą) – od −15 °C do −20 °C. Roczne opady sięgają 350–500 mm.
Od połowy XX w. średnie roczne temperatury powietrza na półwyspie rosły najszybciej na całej półkuli południowej. Latem 2020 roku temperatury powietrza osiągnęły rekordowy poziom – 6 lutego argentyńska stacja badawcza Esperanza w Zatoce Nadziei na północy półwyspu odnotowała +18,4 °C.
Wskutek postępującego ocieplenia klimatu, lodowce szelfowe zaczęły się topić. M.in. stopniowej dezintegracji ulega Lodowiec Szelfowy Larsena na wschodnim wybrzeżu półwyspu. W latach 1989–1992 rozpadowi uległa część przy Larsen Inlet, a w 1995 roku dezintegracji uległ Larsen A.

## Historia
Według Millsa (2003) Trinity Peninsula został odkryty 30 stycznia 1820 roku przez brytyjskiego oficera Royal Navy Edwarda Bransfielda (1785–1852), który nazwał półwysep Trinity Land na cześć Trinity Board – instytucji odpowiedzialnej za utrzymanie infrastruktury pomocnej w nawigacji (m.in. latarni morskich i boi). Bransfield naniósł półwysep na mapę i opisał jako Trinity Land partly covered in snow (pol. „Trinity Land częściowo pokryta śniegiem”).
W lutym 1838 roku dotarł na północ Półwyspu Antarktycznego, gdzie odkrył grupę wysp Joinville, a Orléans Channel wziął za cieśninę przycinającą półwysep na pół. Odcięty fragment lądu nazwał Terre Louis Philippe na cześć francuskiego króla.
W latach 1902–1904 Półwysep Antarktyczny i Trinity Peninsula badała Szwedzka Wyprawa Antarktyczna kierowana przez szwedzkiego geologa Otto Nordenskjölda (1869–1928). Wyprawa stwierdziła, że Orléans Channel to jedynie północne wejście do Cieśniny Gerlache’a, oraz odkryła, że Snow Hill Island, Wyspa Jamesa Rossa i Vega Island u wschodnich wybrzeży Trinity Peninsula to wyspy.
W 1945 roku w Zatoce Nadziei, wcinającej się w północno-wschodnie wybrzeże Trinity Peninsula, oddano do użytku brytyjską bazę antarktyczną nazywaną „Base D” lub „Hope Bay” . W tym samym roku zatoka została zmapowana . Baza została założona w ramach tajnej brytyjskiej ekspedycji wojskowej na Antarktydę – operacji Tabarin. Po pożarze w 1948 roku baza została ewakuowana w 1949 roku .
W 1946 roku Falkland Islands Dependencies Survey (FIDS) dotarła do południowej części półwyspu poprzez Russell East Glacier.
W lutym 1948 roku Chile założyło bazę na Cape Legoupil – General Bernardo O’Higgins. W grudniu 1951 roku Argentyna utworzyła w Zatoce Nadziei bazę Esperanza. Stacja powstała ok. 500 m od opuszczonej bazy brytyjskiej . Z otwarciem związany był incydent – Argentyńczycy, by zapobiec ponownemu otwarciu bazy brytyjskiej poprzez zablokowanie dostawy sprzętu i zapasów, oddali strzały z broni maszynowej nad głowami Brytyjczyków, którzy zmuszeni byli do powrotu na statek. Sprawa została rozwiązana przez porozumienie stron o nieingerowaniu w działalność stacji drugiej strony, a sam incydent został wytłumaczony przekroczeniem instrukcji przez dowódcę bazy argentyńskiej. Incydent w Zatoce Nadziei był jedynym odnotowanym przypadkiem tego typu (ang. shots fired in anger) na terenie Antarktydy. W latach 1953–1954, Wielka Brytania otworzyła jedno schronisko w Duse Bay, a Argentyna trzy – dwa w Duse Bay i jedno na półwyspie Tabarin Peninsula. W 1959–1960 roku Argentyna wzniosła kolejne schronisko na cyplu Cape Longing.